# 1056
Năm 1056 trong lịch Julius.